# Amaurobius latebrosus
Amaurobius latebrosus är en spindelart som beskrevs av Simon 1874. Amaurobius latebrosus ingår i släktet Amaurobius och familjen mörkerspindlar. Inga underarter finns listade i Catalogue of Life.